# Nordholz
Nordholz er en kommune i Landkreis Cuxhaven i den tyske delstat Niedersachsen, beliggende cirka 25 km nord for Bremerhaven, og 12 km sydvest for Cuxhaven. I kommunen ligger ud over hovedbyen Nordholz bydelene og landsbyerne Cappel-Neufeld, Deichsende, Scharnstedt, Spieka, Spieka-Neufeld, Wanhöden og Wursterheide.
Nordholz er hjemsted for museet Aeronauticum, med tyske luftskibe og marinefly, der ligger ved militærflyvepladsen Fliegerhorst Nordholz.